# Besenbüren
Besenbüren es una comuna suiza del cantón de Argovia, situada en el distrito de Muri. Limita al norte con la comuna de Bremgarten, al este con Rottenschwil, al sureste con Aristau, al suroeste con Boswil, y al noroeste con Bünzen.

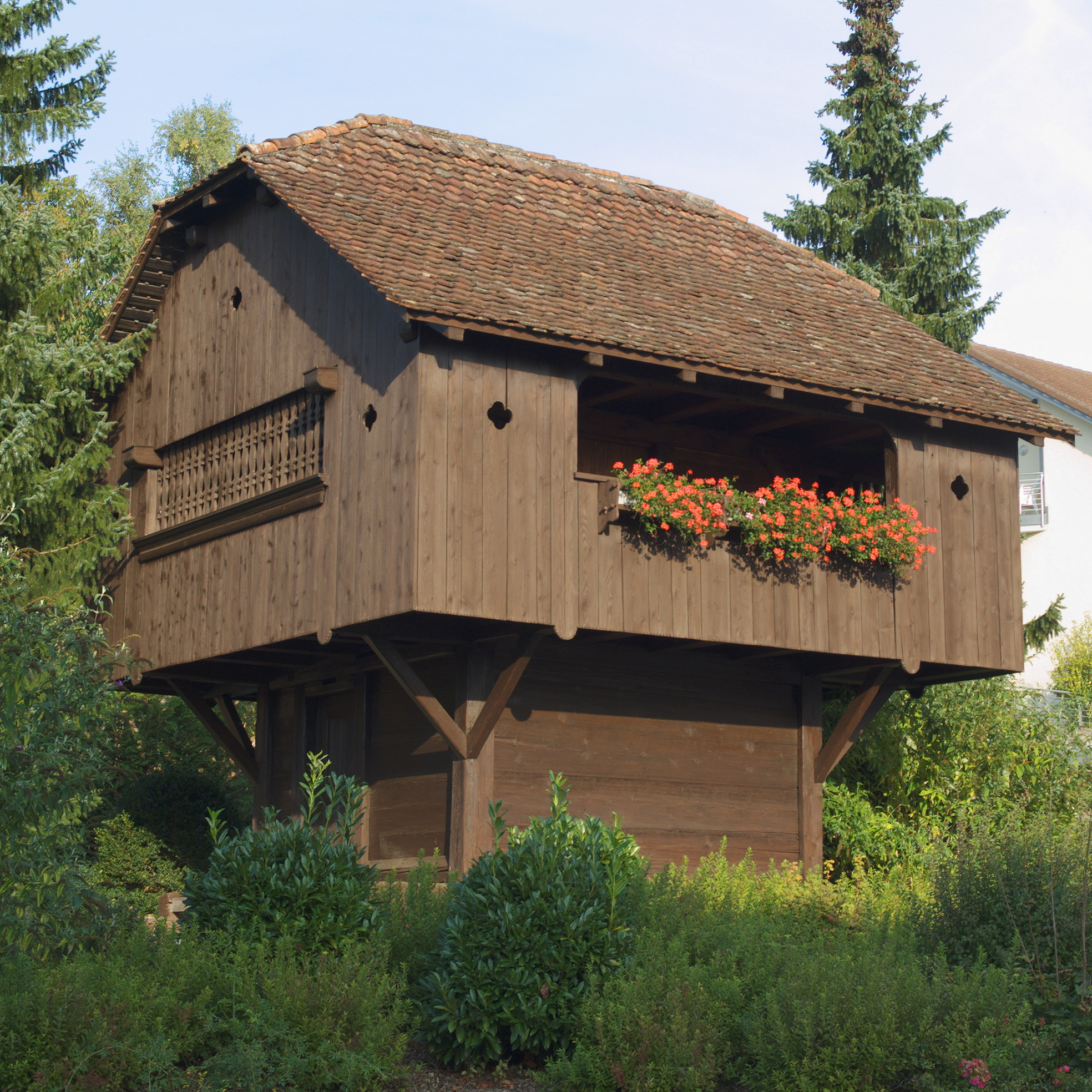
Speicher en Besenbüren.